# Olivella borealis
Olivella borealis is een slakkensoort uit de familie van de Olividae. De wetenschappelijke naam van de soort is voor het eerst geldig gepubliceerd in 1967 door Golikov.